# Арташес I
Арташес I, Артаксій (вірм. Արտաշես Ա, помер бл. 160 до н. е.) — селевкідський стратег, згодом — цар Великої Вірменії з 189 до н. е., засновник династії Арташесідів.

## Життєпис
Після поразки Антіоха III від римлян у битві при Магнесії в 190 до н. е. Арташес I очолив повстання вірмен проти Селевкідів і проголосив незалежність Великої Вірменії. Він значно зміцнив і розширив свої володіння, підкоривши майже все Вірменське нагір'я.
Згідно із згадкою Страбона, Арташес, колишній селевкідський стратег, створив спочатку невелике царство, яке включало в першу чергу Араратську рівнину в середній течії Араксу. На лівому березі цієї річки Арташес побудував своє перше місто Арташат, куди він переніс столицю з Армавіра. Також заснував ще кілька міст, названих на честь батька Зарехаванамі або Зарішатамі.
Батьком його був Заріатр — можливо, нащадок софенських царів. Однак у своїх написах Арташес іменує себе Єрвандідом, претендуючи, таким чином, на спорідненість з поваленою династією.
Одночасно з Великою Вірменією отримало самостійність і царство в Софені. Тут правив інший Заріатр (або по-середньовічному — Зарех), також колишній селевкідський стратег цієї області, можливо, родич Арташеса.
Як середньовічний переказ, так і дійсні написи Арташеса I кажуть про проведення ним важливою земельної реформи. У різних частинах Вірменії знайдені кам'яні стели, що служили позначенням межей між селами, на них — написи арамейською мовою. Мова йшла про чіткіше розмежування царських (у тому числі і виданих приватним особам) і общинних земель, а також, ймовірно, земель міст, яких у царстві Арташеса було вже декілька.
Арташес I розширив свої володіння у Вірменії за рахунок областей, підвладних раніше Атропатені, а також Іберії; подекуди він вийшов і за межі території з вірменомовним населенням. У Іберії був убитий Фарнаджом, нащадок Фарнабази, і на престол зведений вірменський царевич. Потім Арташес поширив свої володіння також на захід — за рахунок Малої Вірменії, і на південь, де зіткнувся з іншими селевкідами.
Процарював 25 років, помер, гірко зауваживши: «На жаль, все на світі тлінне».
Після смерті Арташеса I настала смуга воєн між Вірменією та посилення Парфянською державою, які призвели до встановлення залежності Вірменії від Парфії. Вірменський цар Тигран I був змушений віддати свого спадкоємця, теж Тиграна, в заручники, і той виріс при парфянському дворі. Однак територія Вірменського царства залишалася більш-менш такою самою, як і при Арташесі I.